# Argyra cingulata
Argyra cingulata är en tvåvingeart som först beskrevs av Friedrich Hermann Loew 1861.  Argyra cingulata ingår i släktet Argyra och familjen styltflugor. Inga underarter finns listade i Catalogue of Life.